# Une tempête
Pour les articles homonymes, voir La Tempête.
Une tempête est une pièce de théâtre écrite par Aimé Césaire, publiée et jouée pour la première fois en 1969. C'est une réécriture post-coloniale et anticolonialiste de La Tempête de William Shakespeare. La pièce a été jouée pour la première fois au Festival d'Hammamet en Tunisie sous la direction de Jean-Marie Serreau. Elle fut jouée plus tard à Avignon et à Paris. Cette pièce est une réflexion sur le concept de race, sur le pouvoir, et sur la décolonisation.

## Personnages
Césaire se sert de tous les personnages de la version de Shakespeare, mais il précise qu'Ariel est un esclave « ethniquement mulâtre », que Caliban, l'esclave de Prospero, est un « esclave nègre » et que Prospéro est un maître blanc. Il ajoute le personnage d'Eshu, un « dieu-diable nègre ».

### Ariel

#### Présentation du personnage

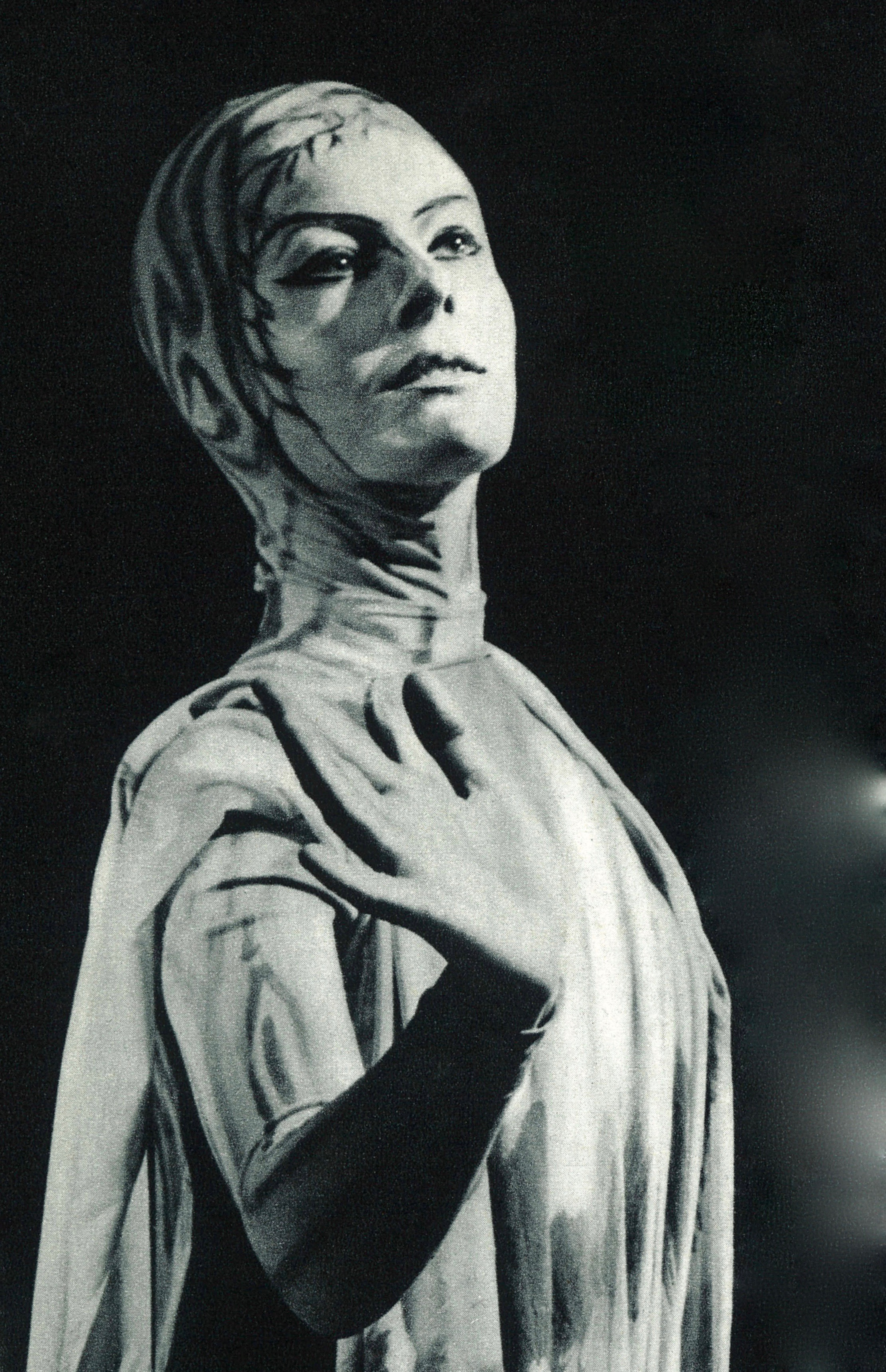
Delphine Seyrig interprétant le rôle d'Ariel en 1955 dans la pièce de Shakespeare

Ariel est un esprit charmeur et chanteur, visible uniquement pour son maître Prospero.

#### Parcours dans l'œuvre
À l’arrivée de Prospero dans l’île, Ariel est retenu prisonnier dans un arbre par la sorcière Sycorax, alors maîtresse des lieux. La condition de sa libération est qu’il se mette au service de son nouveau maître, dont il va devoir exécuter les nombreuses demandes : de ce fait, tout au long de l’intrigue, il utilise ses pouvoirs pour répondre aux requêtes de Prospero. Néanmoins, s’il agit ainsi, c’est pour soutenir ses propres intérêts, car il souhaite avant tout obtenir sa liberté en contrepartie de ses efforts, quand bien même ils vont à l’encontre de ses valeurs. Il se dit ainsi « dégoûté […] (ayant) obéi […] la mort au cœur ». Il affirme, en effet, devant Caliban, son frère en esclavage : « Je […] me bats […] pour ma liberté. » Ariel a donc, sans conteste, un esprit calculateur, opportuniste et complaisant avec celui qui exerce le pouvoir.
C’est Ariel qui, sur les ordres de Prospero, provoque la tempête de l’acte I, faisant échouer les ennemis de son maître. Grâce à sa magie, il fait aussi apparaître et disparaître les mets d’un festin devant les naufragés affamés ou bien il charme le prince Ferdinand, qui accepte ainsi son nouveau sort de domestique. À la fin de la pièce, il est chargé d’une ultime mission : accompagner le bateau qui ramène Ferdinand, Miranda et les autres personnages en Italie, tout en veillant à ce que les vents leur soient favorables. Ce dernier travail est le prix de sa libération. En dehors de son action magique, le dramaturge le montre aussi aux prises avec Prospero, dont il tempère la colère, ou encore face à Caliban, dans un dialogue où chacun défend sa méthode pour obtenir la liberté.

#### Dimension symbolique
S’il incarne le bien chez William Shakespeare, Ariel est représenté par Césaire sous l’apparence "d’un esclave, ethniquement un mulâtre"    à côté de Caliban, un esclave noir. Son métissage le situe dans un entre-deux, entre l’obéissance servile et la révolte. Son choix revendiqué de la non-violence face à Prospero rappelle ainsi la figure historique de Martin Luther King, dont le discours «I have a dream'» trouve un écho très clair dans une réplique du personnage de Aimé Césaire :
« J’ai souvent fait le rêve exaltant qu’un jour, Prospero, toi et moi, nous entreprendrions, frères associés, de bâtir un monde merveilleux, chacun apportant en contribution ses qualités propres : patience, vitalité, amour, volonté aussi, et rigueur, sans compter les quelques bouffées de rêve sans quoi l’humanité périrait d’asphyxie.»
Le contexte de l’écriture de la pièce, celui de la décolonisation, explique que Césaire ait accordé à son personnage une dimension politique qui lui permet de poursuivre sa réflexion sur la condition de l’homme noir et de défendre son concept de négritude, car « il est impossible de parler du poète en se taisant sur l’homme de couleur et le militant.» Plus qu’un simple personnage, Ariel est donc chargé de représenter l’idée de la lutte pacifique contre la ségrégation et l’esclavage.

### Caliban

#### Présentation du personnage

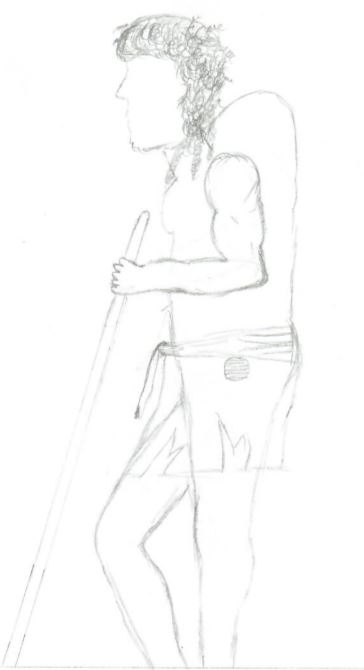
Esquisse du personnage de Caliban

Caliban, fils de la sorcière Sycorax, est l'esclave et le souffre-douleur de Prospero.
Voué aux tâches domestiques les plus ingrates, Caliban développe à l'encontre de son maître une haine qui égale son envie de gagner sa liberté, même au prix de la violence. Sa monstruosité physique, son comportement agressif, y compris vis-à-vis de Miranda qu'il a tenté de violer, l'installent d'abord dans le mauvais rôle de l'homme indigne. Mais ce personnage est aussi montré comme un être qui s'irrite de n'avoir pas accès aux mêmes connaissances que son maître, qui souffre de s'être vu dépouillé de sa terre et aspire à retrouver la mère dont Prospero l'a privé en devenant le maître de l'île. Son tempérament de révolté trouve donc une justification dans les frustrations et les brimades dont il est la victime permanente. Être fruste, à qui son maître reproche son peu d'éducation, Caliban a noué pourtant une relation privilégiée avec la nature sauvage de son île, avec les animaux, à qui il commande comme à une armée. Sa parole, son chant et ses prières au dieu Eshu s'élèvent dans l'espace naturel de l'île pour y faire entendre les accents d'une langue authentique et poétique, loin des standards que Prospero a voulu lui enseigner.

#### Parcours dans l'oeuvre
On le découvre d’abord traité en « bête brute » par son maître, mais suffisamment loquace pour se défendre et rétorquer aux insultes. Puis, l’acte II s’ouvre sur un dialogue avec Ariel, autre esclave de Prospero, avec lequel il débat sur le meilleur moyen d’obtenir sa liberté. Son choix de la violence est justifié, selon lui, par l’incapacité de leur maître à entendre raison : en lui, il ne voit qu’un « un écraseur, un broyeur » et promet à Ariel un feu d’artifice final, où maître et esclave finiront « dans les débris ». Sa radicalité fond pourtant devant le spectacle pitoyable de Ferdinand, prince réduit à jouer un temps au domestique pour le plaisir de Prospero : au jeune homme amoureux, il glisse le prénom de Miranda à l’oreille, contribuant au rapprochement des jeunes gens. De même, dans le face à face avec Prospero, lorsqu’il est clair que son projet de révolte a échoué et que ni Stephano ni Trinculo ne l’aideront, Caliban clame : « Je ne suis pas un assassin ». Le monstre en lui a reflué et l’homme révolté accepte une nouvelle fois l’échec pour ne pas ressembler au portrait peu flatteur que Prospero fait de lui. Mieux, dans une scène ultime, il gagne cette force du langage que son maître lui déniait jusqu’alors : sa tirade emportée par l’énergie de la révolte l’amène à se libérer de fait. Il ne reste alors plus alors à Prospero qu’à reconnaître sa défaite, puisque Caliban a littéralement gagné sa liberté, sans besoin qu’on la lui accorde.

#### Dimension symbolique
Sur le plan symbolique, Caliban incarne le concept de négritude développé par Césaire dans son œuvre : sa dignité d’homme noir est illustrée dans le rejet de son nom, épisode qui fait clairement allusion à la figure historique de Malcolm X, dont se souvient le poète : « Chaque fois que tu m’appelleras, ça me rappellera le fait fondamental que tu m’as tout volé » fait-il dire à Caliban. Sa radicalité s’apparente à celle du chef de file des Black Panthers. De même, sa langue émaillée de mots africains ou ses prières au dieu Eshu veulent-elles tourner le dos aux enseignements de son maître et revendiquer ses origines. Mais on aurait tort de réduire Caliban à l’image d’un « désespéré qui veut faire sauter toute l’île à coups de barils de poudre» et de faire de lui un personnage « nihiliste ». Au contraire, Césaire ménage à Caliban une fin digne et positive. C’est son chant d’homme libre et heureux à nouveau, qui résonne, en effet, lorsque le rideau tombe : « La Liberté Ohé, la liberté ! »

## Résumé
L'intrigue de la pièce est calquée sur la version de Shakespeare, mais Césaire souligne l'importance des habitants de l'île avant l'arrivée de Prospéro et de sa fille Miranda: Caliban et Ariel. Ces deux-là ont été réduits en esclavage par Prospéro, alors que Caliban, fils de Sycorax, la maîtresse de l'île, était un homme libre.
Caliban et Ariel réagissent différemment à cette situation. Caliban favorise la révolution et rejette son nom comme étant issu du langage du colonisateur Prospéro. Il désire être appelé X. Il peste contre son esclavage et regrette de ne pas être assez puissant pour lancer un défi à Prospéro. Ariel préfère la non-violence et se contente de demander à Prospéro de considérer de le libérer.
À la fin de la pièce, Prospéro rend à Ariel sa liberté, il choisit de rester sur l'île et d'abandonner ses pratiques magiques pour rejoindre Caliban en pleine terre. Cela représente une différence notable avec la version de Shakespeare, où Prospéro quitte l'île avec sa fille et les naufragés..